# Pyromaia vogelsangi
Pyromaia vogelsangi is een krabbensoort uit de familie van de Inachoididae. De wetenschappelijke naam van de soort is voor het eerst geldig gepubliceerd in 1968 door Türkay.